# Batman: año tres
Batman: Year Three (llamado Batman: año tres en países de habla hispana) es una serie de historietas publicadas por DC Comics y protagonizadas por Batman, la historia principal cuenta el tercer año de Bruce Wayne cómo Batman, además de la muerte de los padres Dick Grayson, lo cual provocaría que se convirtiera en el primer Robin.
La historia es una secuela de las colecciones Batman: año uno y Batman: año dos (aunque en las memorias de Bruce Wayne de los sucesos de estas historias son modificadas un poco) esto se debe a que fueron escritas por personas diferentes.

## Adaptaciones
El artículo no tiene una adaptación directa, aunque varias secuencias del cómic aparecen en la película de Batman Forever.